# Кален (Болгария)
Кален (болг. Кален) — село в Болгарии. Находится в Врачанской области, входит в общину Мездра. Население составляет 92 человека.

## Политическая ситуация
Кален подчиняется непосредственно общине и не имеет своего кмета.
Кмет (мэр) общины Мездра — Иван Аспарухов Цанов (независимый) по результатам выборов.